# Sinbad (yacht)
Pour les articles homonymes, voir Sinbad.

La Sinbad est un yacht à voile, gréé en cotre bermudien. Construit en 1950 et restauré en 2003, il est basé à La Rochelle, propriété du président-fondateur du Yacht Club Classique de La Rochelle. Il est visible sur le slipway du Musée maritime de La Rochelle. 
Son immatriculation maritime est LR 858648 (quartier maritime : La Rochelle).
Le Sinbad fait l’objet d’un classement au titre objet des monuments historiques depuis le 30 mars 1999.

## Histoire
Ce bateau de plaisance à voile gréé en sloop bermudien, à son origine, fut dessiné et construit en 1950 à Ardmaleish près de Glasgow, au Royaume-Uni, au chantier naval écossais de la famille Mylne, le Bute Slip Dock, par l’architecte naval Alfred II Mylne. Le Sinbad II, nom qu'il portera jusqu'en 1968, est un exemplaire unique qui a été commandé par Allan McKean, régatier célèbre. 
En 1952, il devient la propriété de William Strong, qui sera le Commodore du Clyde Cruising Club (CCC) de Glasgow, de 1962 à 1966. Il le remet en vente dès 1968 sous le nom de Sinbad.
Il devient alors la propriété de Sylvia Mary Watt. Puis le voilier changera plusieurs fois de propriétaire et de lieu. Sinbad fut ensuite tour à tour basé en Angleterre, au Pays de Galles et en Irlande avant de rejoindre la France.
Dès 1996, il intègre la flotte du Musée maritime de La Rochelle et participe aux régates patrimoniales
sur la côte atlantique. Il subit une entière restauration de 2001 à 2003 par le chantier du Guip à l'Île-aux-Moines dans le Morbihan avant d'intégrer, en 2005, la flotte du Yacht Club Classique de La Rochelle, dont son propriétaire est le président. Il est maintenant gréé en cotre bermudien. Son numéro de voile est « 9C ».
Lors d'un de ses voyages en Écosse, en 2007, il reprend aussi sa place dans la flotte du Clyde Cruising Club.